# バリー・マイケル・クーパー
バリー・マイケル・クーパー（1958年6月12日 - 2025年1月21日）は、アメリカ合衆国の作家、プロデューサー、ディレクター。ニュー・ジャック・シティ（1991）、シュガー・ヒル（1993）、Above the Rim（1994）など、映画の脚本執筆で有名。これら三作品は「ハーレム三部作」と呼ばれることもある。

## 生い立ち
クーパーはニューヨークのハーレムで生まれ、アムステルダム・アベニュー沿いの164番街と165番街の間、ワシントンハイツで育った。彼の述べるところでは、近隣の地区は多様性にあふれ、黒人、ユダヤ系、アイルランド系の子供たちと遊んでいたという。彼が10歳のとき、彼の家族はハーレムの高層共同住宅であるエスパナード・ガーデンズへ移り、そこもまた多様な階級と人種の暮らすところであった。

## キャリア
彼はヴィレッジ・ヴォイス紙における音楽評論家として文筆のキャリアをスタートし、のちに1980年から89年にかけ、ニューヨーク市の週刊の生活新聞における事件記者を務めた。1987年にヴォイス紙へ「テディー・ライリーのニュージャックスウィング: ハーレムのギャングスタたちが生んだ天才」を寄稿し、これは当時革新的だったR&Bとラップの混成現象を名付けたものとして評価されている。同年ヴォイス紙へ寄稿した「子供を殺す子供：ニュージャックシティに蝕まれる若者たち」はクインシー・ジョーンズの関心を呼び、彼によってクーパーは、1970年代のハーレムのヘロイン・ディーラーだったNicky Barnesについての脚本を書き直すよう雇われた。クーパーの脚本はのちに映画ニュー・ジャック・シティ（1991）として用いられ、これは1980年代におけるクラック・コカインの到来後のハーレムを描くものであった。
これは現在までクーパーの「ハーレム三部作」と呼ばれているうちの、最初の一作である。三部作は加えてシュガー・ヒル、Above the Rim（映画監督であるJeff Pollackとの共作であり、PollackとBenny Medinaによる物語を下地にしたもの）の二作があり、これらは共に1994年に公開された。スピン紙のMichael Gonzalesによれば、これら三作は「Jay-ZのリリックやP. Diddyのスタイルに見て取れるようなヒップホップ・カルチャー」に影響を与えたものであった。
彼はこれら三作すべてをメリーランド州のボルチモアへ移ったのちに執筆し、そこで死ぬまで暮した。2005年には、シュガー・ヒルに出演したMichael Wrightを主演とした14パートのウェブシリーズであるBlood on the Wall$で、初の監督を務めた。
2008年、彼はBETの犯罪ドキュメンタリーシリーズであるAmerican Gangsteのシーズン3で、Larry Davisを題材にしたエピソードを担当した。
2007年以来、彼は「Hooked on the American Dream (アメリカン・ドリーム中毒)」というブログを書き始め、2011年に「Hooked on the American Dream, Vol. 1: New Jack City Eats Its Young, a collection of his essays and articles from the 1980s (アメリカン・ドリーム中毒, Vol.1: ニュージャックシティに蝕まれる若者たち, 1980年代からのエッセイと記事集)」を、Amazon Kindle版で出版した。彼はまたハフポストへの寄稿者でもあった。
クーパーはメリーランド州のボルチモアで、2025年の1月21日に亡くなった。66歳没。

## 受賞歴
- Best Magazine Feature, 1987, Ball State University, and Best Magazine Feature, 1987, National Association of Black Journalists, for "In Cold Blood: The Baltimore Teen Murders," published in the May 1986 issue of Spin[8]